# Grochowa (województwo mazowieckie)
Grochowa – wieś w Polsce, położona w województwie mazowieckim, w powiecie piaseczyńskim, w gminie Piaseczno.
Wieś wchodzi w skład sołectwa Grochowa – Pęchery.
W latach 1975–1998 wieś administracyjnie należała do województwa warszawskiego.
Wieś szlachecka położona była w drugiej połowie XVI wieku w powiecie czerskim ziemi czerskiej województwa mazowieckiego.